# Leichtathletik-Europameisterschaften 2014/400 m Hürden der Frauen

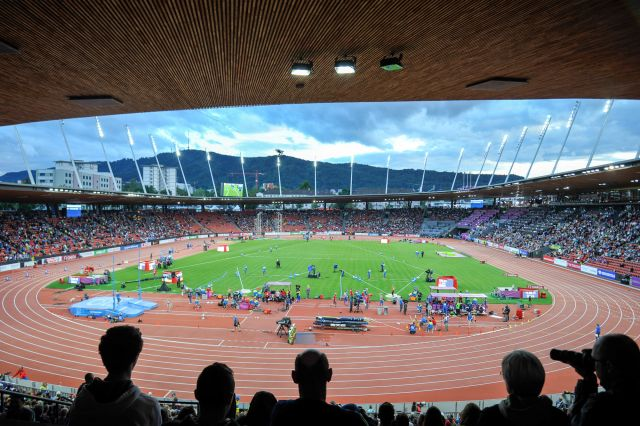
Das Letzigrund-Stadion während der Europameisterschaften 2014

Der 400-Meter-Hürdenlauf der Frauen bei den Leichtathletik-Europameisterschaften 2014 wurde vom 13. bis 16. August 2014 im Letzigrund-Stadion von Zürich ausgetragen.
Europameisterin wurde die Britin Eilidh Child. Den zweiten Rang belegte die Ukrainerin Hanna Titimez. Die russische Titelverteidigerin Irina Dawydowa errang die Bronzemedaille.

## Bestehende Rekorde
| Weltrekord           | 52,34 s | Julija Petschonkina | Tula, Russland        | 8. August 2003 |
| Europarekord         | 52,34 s | Julija Petschonkina | Tula, Russland        | 8. August 2003 |
| Meisterschaftsrekord | 52,92 s | Natalja Antjuch     | EM Barcelona, Spanien | 30. Juli 2010  |

Der bestehende EM-Rekord wurde bei diesen Europameisterschaften in allen Rennen bei Weitem verfehlt. Die schnellste Zeit erzielte die britische Europameisterin Eilidh Child im Finale mit 54,48 s, womit sie 1,56 s über dem Rekord blieb. Zum Welt- und Europarekord fehlten ihr 2,14 s.

## Legende
Kurze Übersicht zur Bedeutung der Symbolik – so üblicherweise auch in sonstigen Veröffentlichungen verwendet:
| DSQ | disqualifiziert                |
| IWR | Internationale Wettkampfregeln |
| TR  | Technische Regeln              |

## Vorrunde
Die Vorrunde wurde in vier Läufen durchgeführt. Die ersten drei Athletinnen pro Lauf – hellblau unterlegt – sowie die darüber hinaus vier zeitschnellsten Läuferinnen – hellgrün unterlegt – qualifizierten sich für das Halbfinale. Im dritten Vorlauf kamen zwei Teilnehmerinnen zeitgleich auf dem gemeinsamen dritten Rang ins Ziel, sodass beide sich über ihre Platzierung für das Finale qualifizierten und nur noch drei Sportlerinnen über ihre Zeit die nächste Runde erreichten. Dies hatte jedoch keine Auswirkungen, auch ohne die Platzgleichheit hätten dieselben Athletinnen das Halbfinale erreicht wie jetzt auch.

### Vorlauf 1

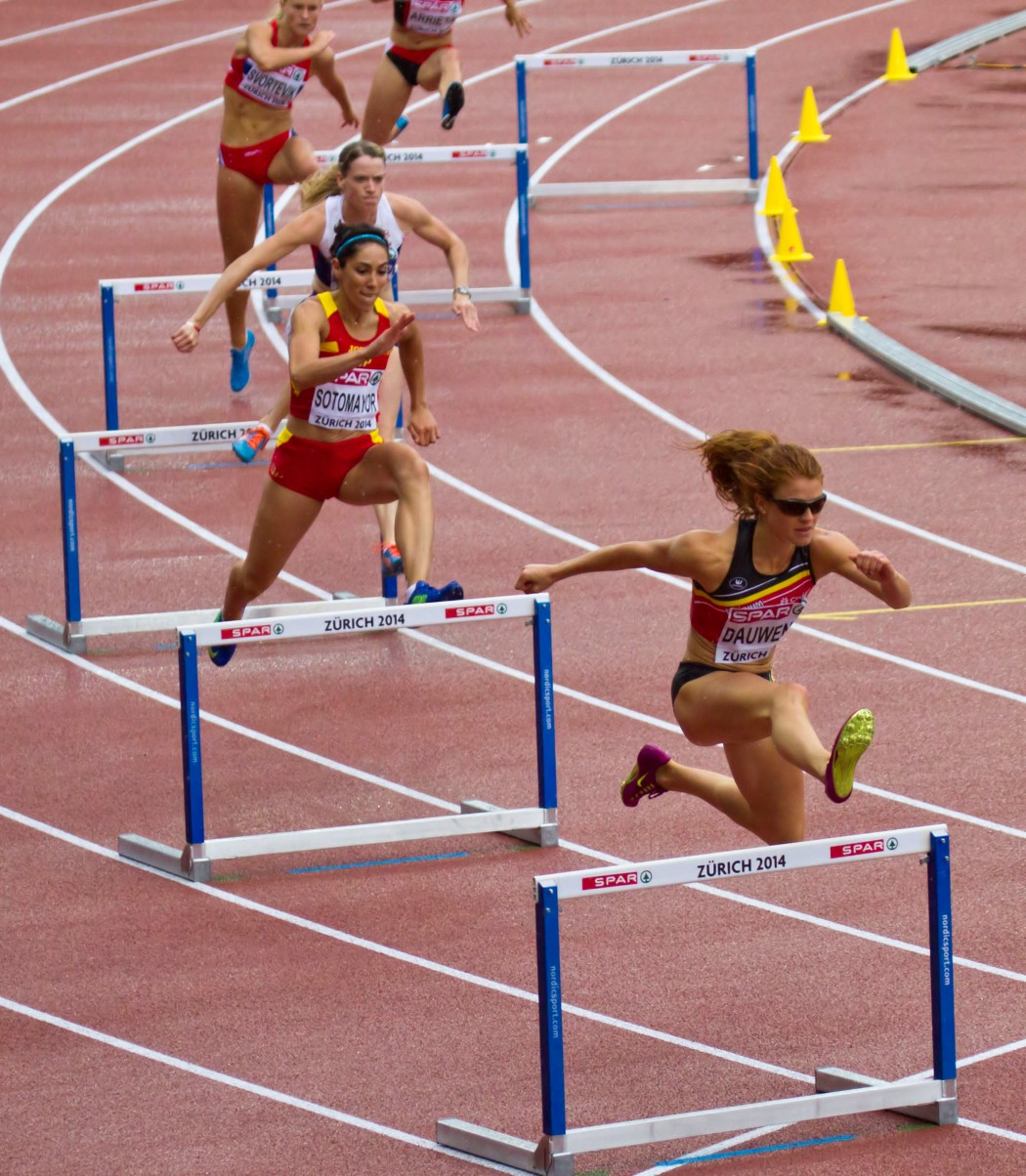
Startkurve des ersten Vorlaufs (v. l. n. r.): Valentine Arrieta (nur zum Teil sichtbar), Vilde Jakobsen Svortevik, Eilidh Child, Laura Sotomayor, Axelle Dauwens
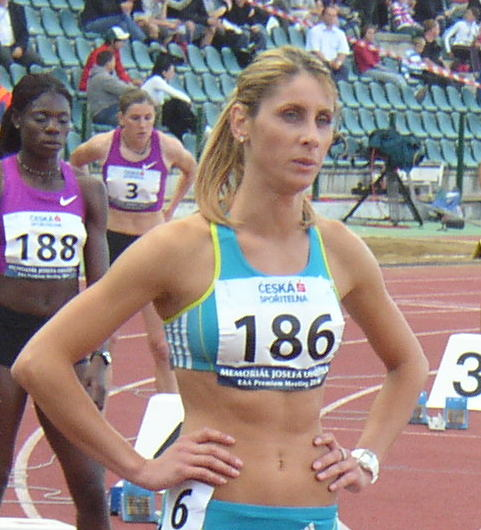
Angela Moroșanu (Nr. 186) schied als Sechste ihres Vorlaufs aus

13. August 2014, 10:55 Uhr
| Platz | Name                     | Nation         | Zeit    |
| ----- | ------------------------ | -------------- | ------- |
| 1     | Eilidh Child             | Großbritannien | 55,32 s |
| 2     | Axelle Dauwens           | Belgien        | 56,15 s |
| 3     | Wera Rudakowa            | Russland       | 56,35 s |
| 4     | Valentine Arrieta        | Schweiz        | 57,02 s |
| 5     | Laura Sotomayor          | Spanien        | 57,54 s |
| 6     | Angela Moroșanu          | Rumänien       | 58,11 s |
| 7     | Vilde Jakobsen Svortevik | Norwegen       | 58,26 s |

### Vorlauf 2

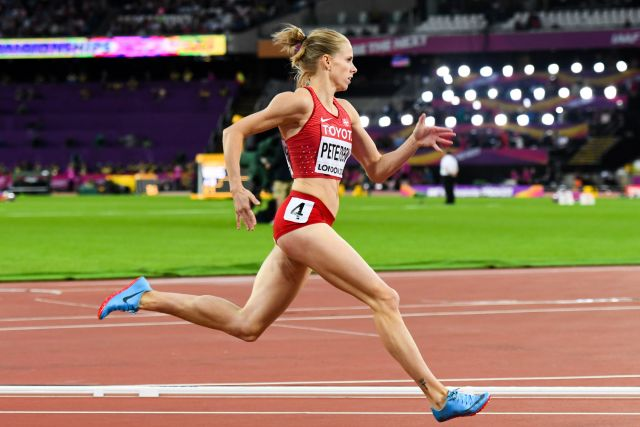
Sara Slott Petersen – im zweiten Vorlauf disqualifiziert
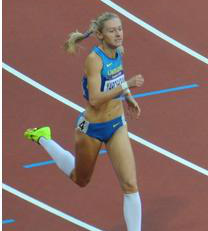
Hanna Ryschykowa, EM-Dritte von 2012, wurde in ihrem Vorlauf disqualifiziert

13. August 2014, 11:05 Uhr
| Platz | Name                | Nation   | Zeit                                      |
| ----- | ------------------- | -------- | ----------------------------------------- |
| 1     | Vera Barbosa        | Portugal | 0055,85 s                                 |
| 2     | Petra Fontanive     | Schweiz  | 0056,85 s                                 |
| 3     | Christine McMahon   | Irland   | 0057,16 s                                 |
| 4     | Līga Velvere        | Lettland | 0057,43 s                                 |
| DSQ   | Sara Slott Petersen | Dänemark | IWR 162, TR16.7 – Fehlstart               |
| DSQ   | Hanna Ryschykowa    | Ukraine  | IWR 168, TR22.6 – Regelverstoß Hürdenlauf |

### Vorlauf 3

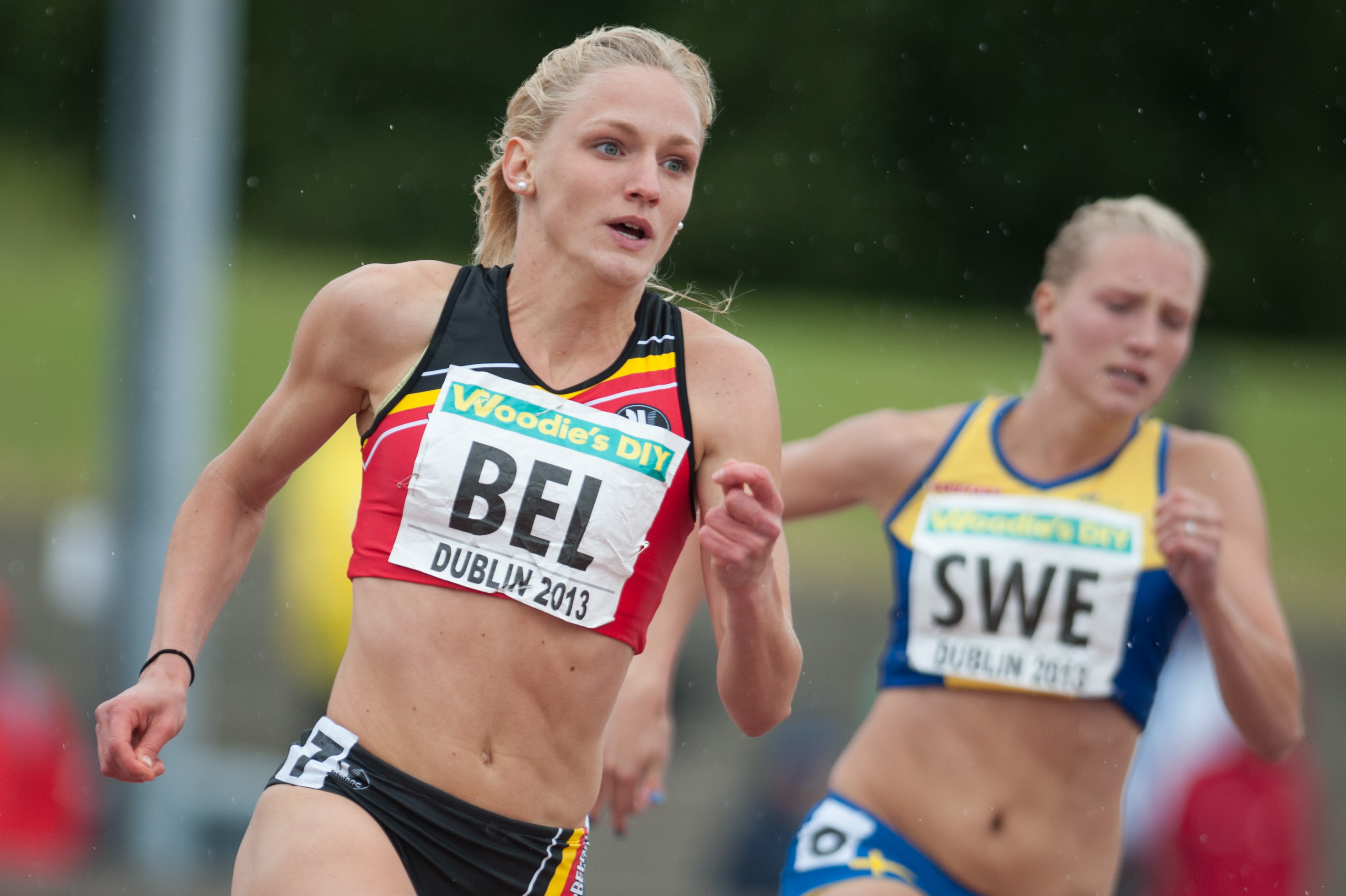
Hanne Claes erreichte als Siebte ihres Vorlaufs nicht das Halbfinale
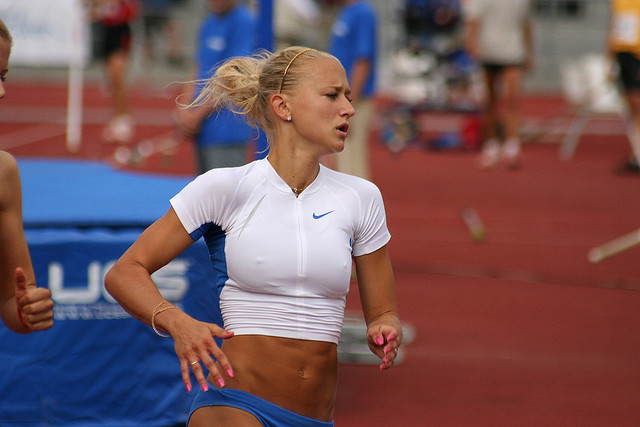
Mit ihrer Zeit von deutlich über einer Minute war Maris Mägi ohne Chance

13. August 2014, 11:15 Uhr
| Platz | Name                  | Nation     | Zeit        |
| ----- | --------------------- | ---------- | ----------- |
| 1     | Denisa Rosolová       | Tschechien | 56,13 s     |
| 2     | Joanna Linkiewicz     | Polen      | 57,12 s     |
| 3     | Irina Dawydowa        | Russland   | 57,51 s     |
| 3     | Eglė Staišiūnaitė     | Litauen    | 57,51 s     |
| 5     | Olena Kolesnytschenko | Ukraine    | 58,08 s     |
| 6     | Hanne Claes           | Belgien    | 1:00,20 min |
| 7     | Maris Mägi            | Estland    | 1:03,04 min |

### Vorlauf 4

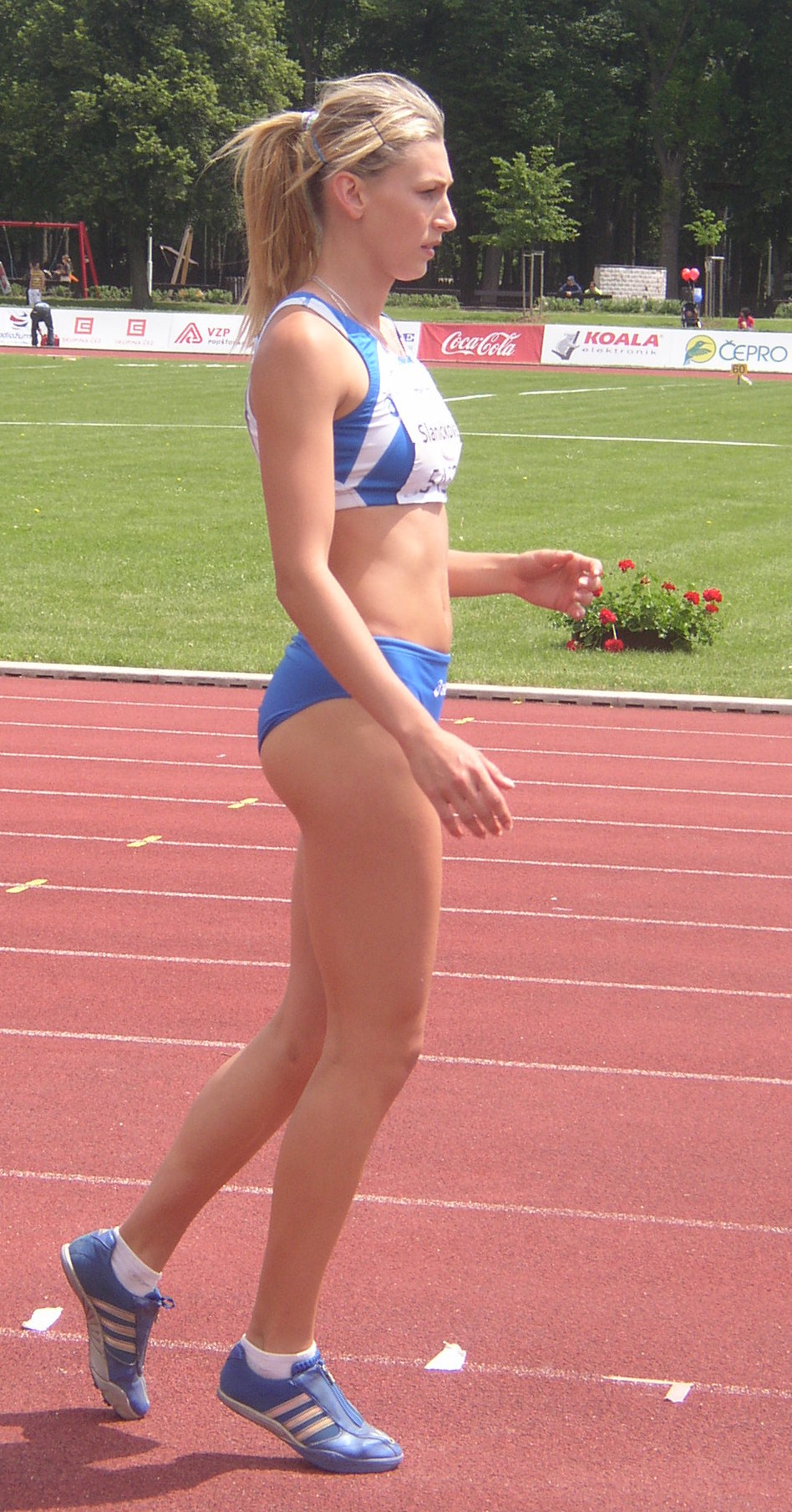
Lucia Slaničková wurde Fünfte in ihrem Vorlauf und schied damit aus
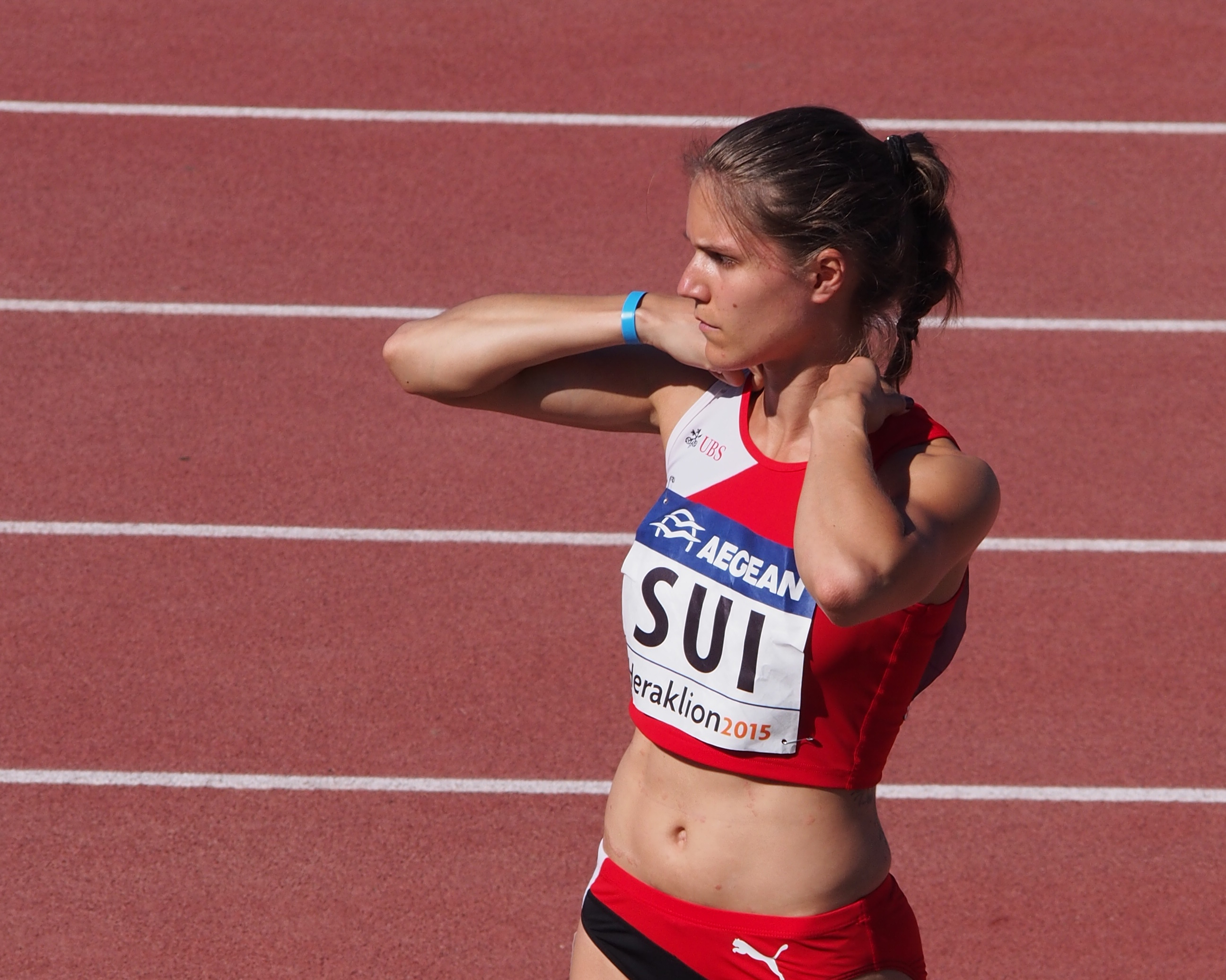
Auf Rang sechs in ihrem Rennen war der Wettkampf für Robine Schürmann nach der Vorrunde beendet

13. August 2014, 11:25 Uhr
| Platz | Name               | Nation      | Zeit    |
| ----- | ------------------ | ----------- | ------- |
| 1     | Hanna Titimez      | Ukraine     | 55,77 s |
| 2     | Christiane Klopsch | Deutschland | 56,23 s |
| 3     | Yadisleidy Pedroso | Italien     | 56,75 s |
| 4     | Stina Troest       | Dänemark    | 56,95 s |
| 5     | Lucia Slaničková   | Slowakei    | 57,56 s |
| 6     | Robine Schürmann   | Schweiz     | 58,16 s |

## Halbfinale
Aus den beiden Halbfinalläufen qualifizierten sich die jeweils ersten drei Athletinnen – hellblau unterlegt – sowie die darüber hinaus zwei zeitschnellsten Läuferinnen – hellgrün unterlegt – für das Finale.

### Lauf 1

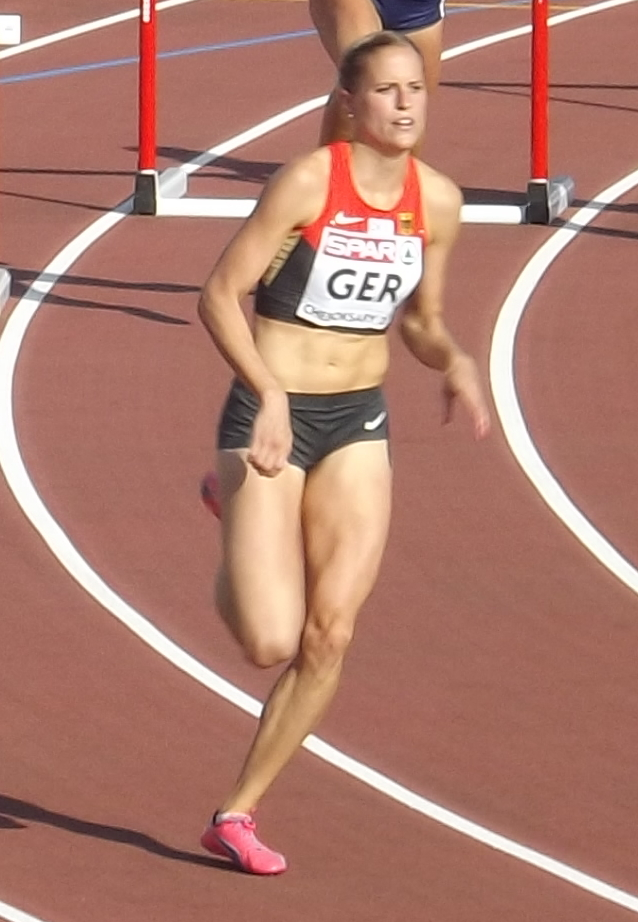
Christiane Klopsch – Platz vier
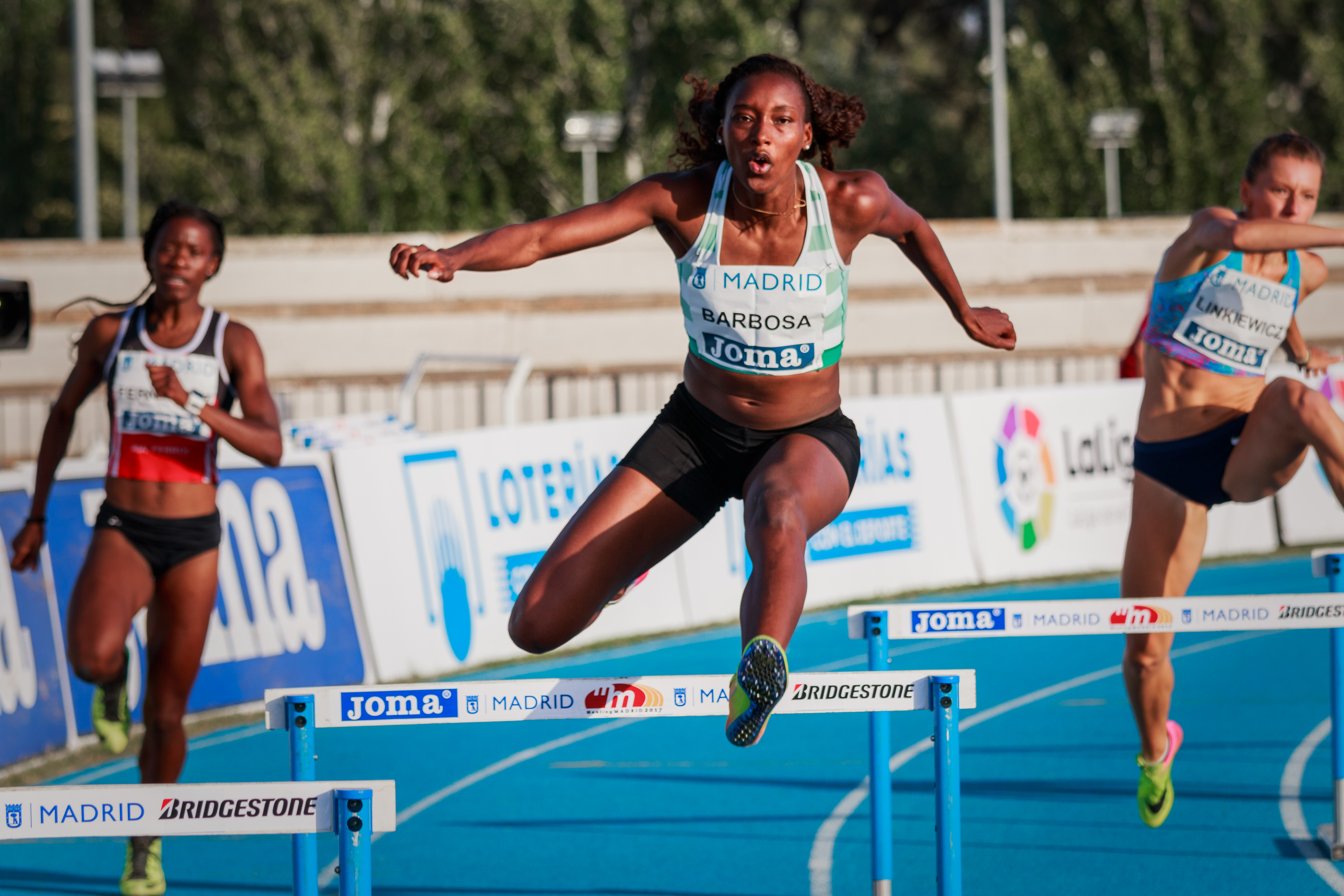
Vera Barbosa (Mitte) – Platz fünf
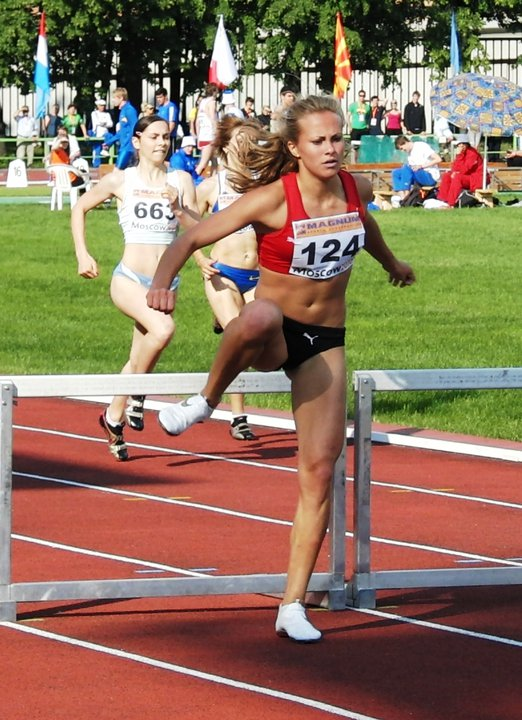
Stina Troest (rechts) – Platz sechs
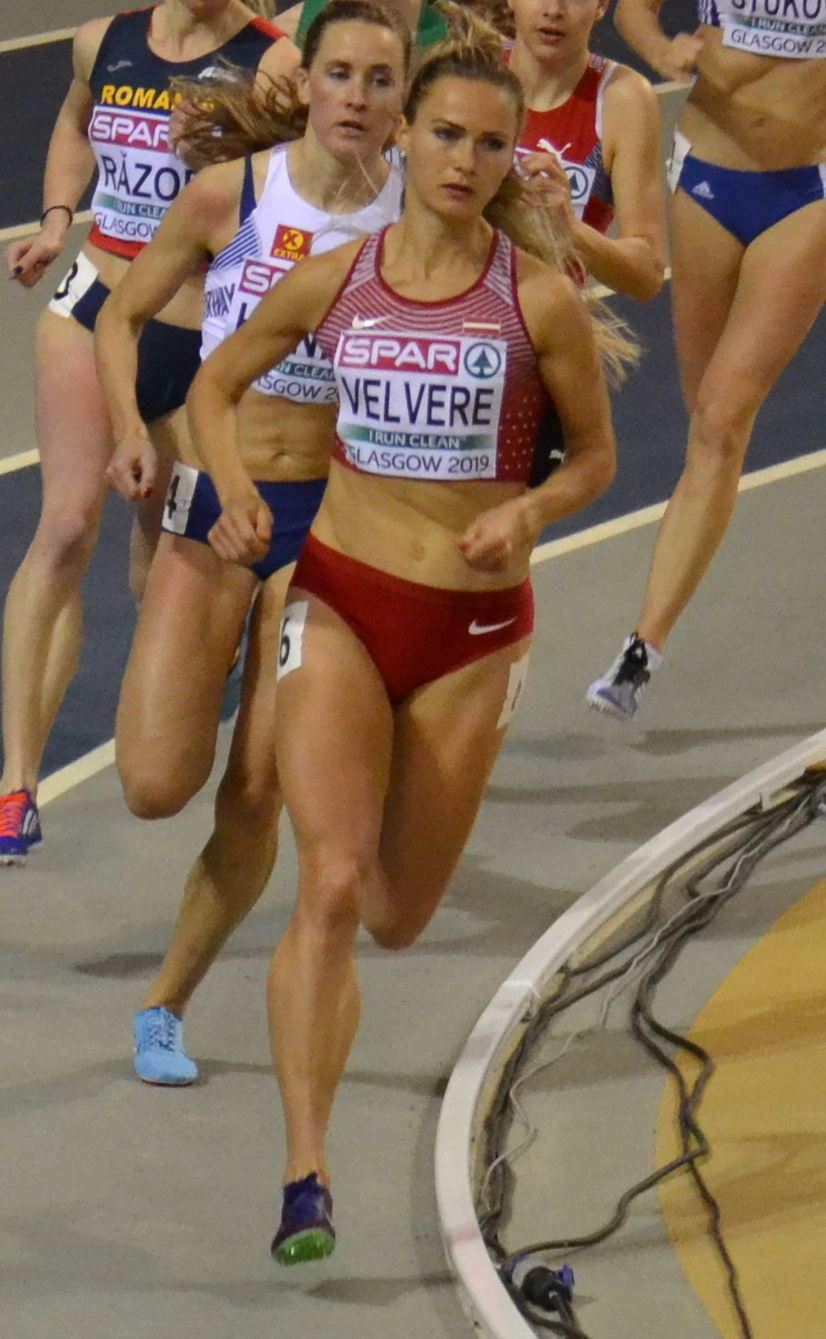
Līga Velvere – Platz sieben

14. August 2014, 18:10 Uhr
| Platz | Name               | Nation      | Zeit (s) |
| ----- | ------------------ | ----------- | -------- |
| 1     | Hanna Titimez      | Ukraine     | 54,90    |
| 2     | Irina Dawydowa     | Russland    | 55,69    |
| 3     | Yadisleidy Pedroso | Italien     | 56,07    |
| 4     | Christiane Klopsch | Deutschland | 56,28    |
| 5     | Vera Barbosa       | Portugal    | 56,33    |
| 6     | Stina Troest       | Dänemark    | 56,81    |
| 7     | Līga Velvere       | Lettland    | 56,87    |
| 8     | Petra Fontanive    | Schweiz     | 57,53    |

### Lauf 2

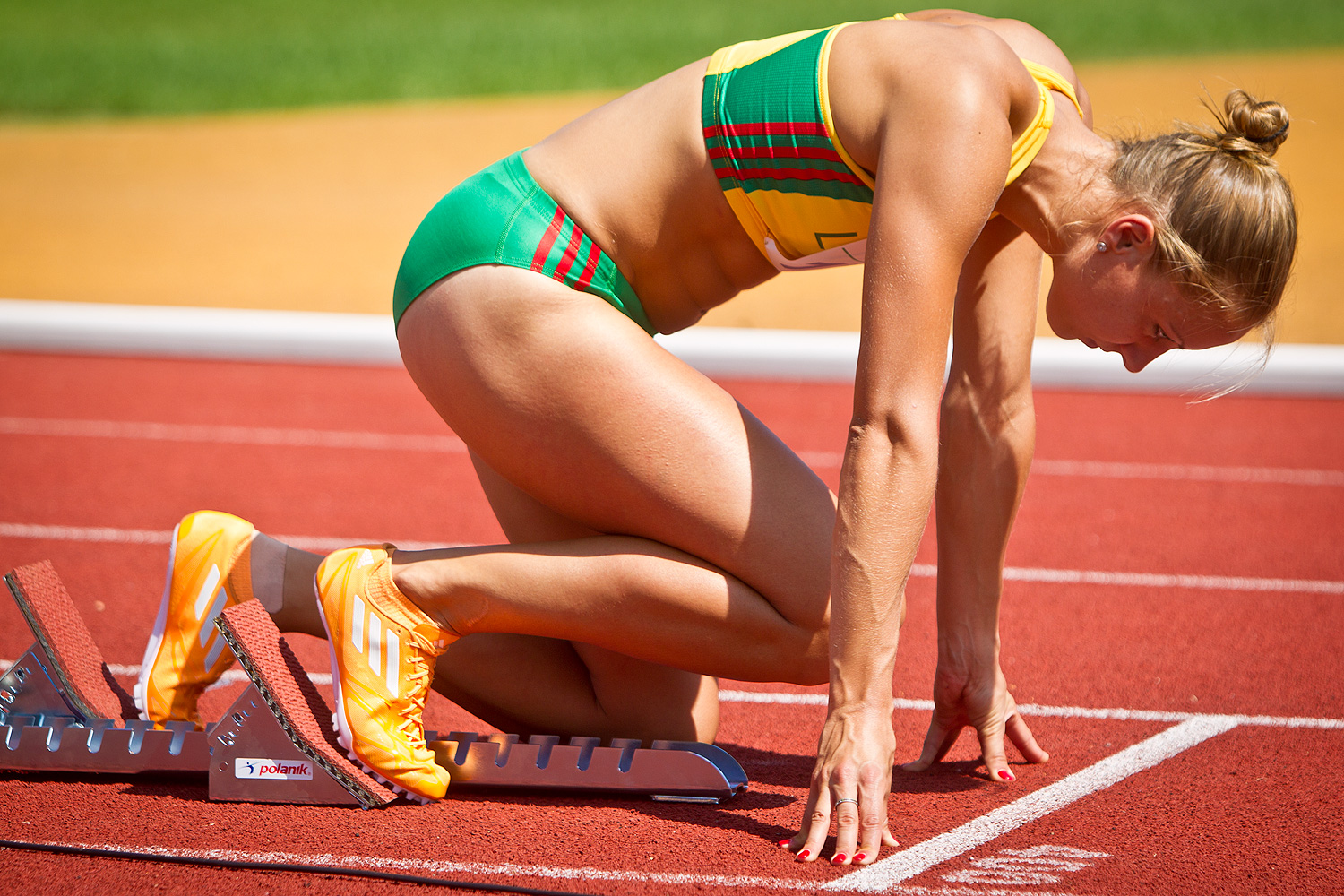
Egle Staisiunaite erreichte als Sechste ihres Semifinallaufs nicht das Finale

14. August 2014, 18:20 Uhr
| Platz | Name              | Nation         | Zeit (s) |
| ----- | ----------------- | -------------- | -------- |
| 1     | Eilidh Child      | Großbritannien | 54,71    |
| 2     | Denisa Rosolová   | Tschechien     | 54,96    |
| 3     | Axelle Dauwens    | Belgien        | 55,63    |
| 4     | Joanna Linkiewicz | Polen          | 55,89    |
| 5     | Wera Rudakowa     | Russland       | 55,98    |
| 6     | Eglė Staišiūnaitė | Litauen        | 56,39    |
| 7     | Valentine Arrieta | Schweiz        | 57,00    |
| 8     | Christine McMahon | Irland         | 57,31    |

## Finale

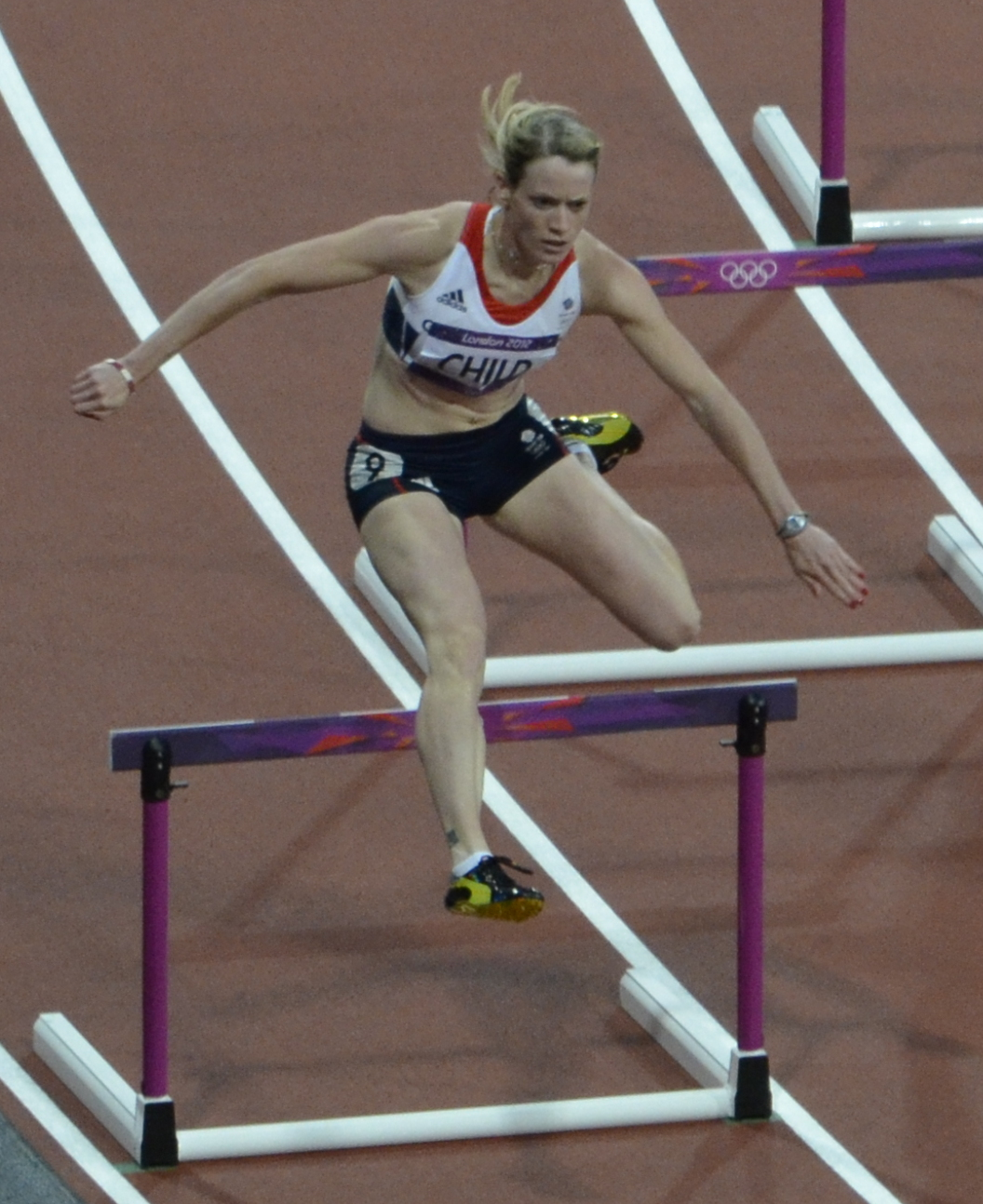
Europameisterin Eilidh Child

16. August 2014, 17:15 Uhr
| Platz | Name               | Nation         | Zeit (s) |
| ----- | ------------------ | -------------- | -------- |
| 1     | Eilidh Child       | Großbritannien | 54,48    |
| 2     | Hanna Titimez      | Ukraine        | 54,56    |
| 3     | Irina Dawydowa     | Russland       | 54,60    |
| 4     | Denisa Rosolová    | Tschechien     | 54,70    |
| 5     | Yadisleidy Pedroso | Italien        | 55,90    |
| 6     | Wera Rudakowa      | Russland       | 56,22    |
| 7     | Axelle Dauwens     | Belgien        | 56,29    |
| 8     | Joanna Linkiewicz  | Polen          | 56,59    |

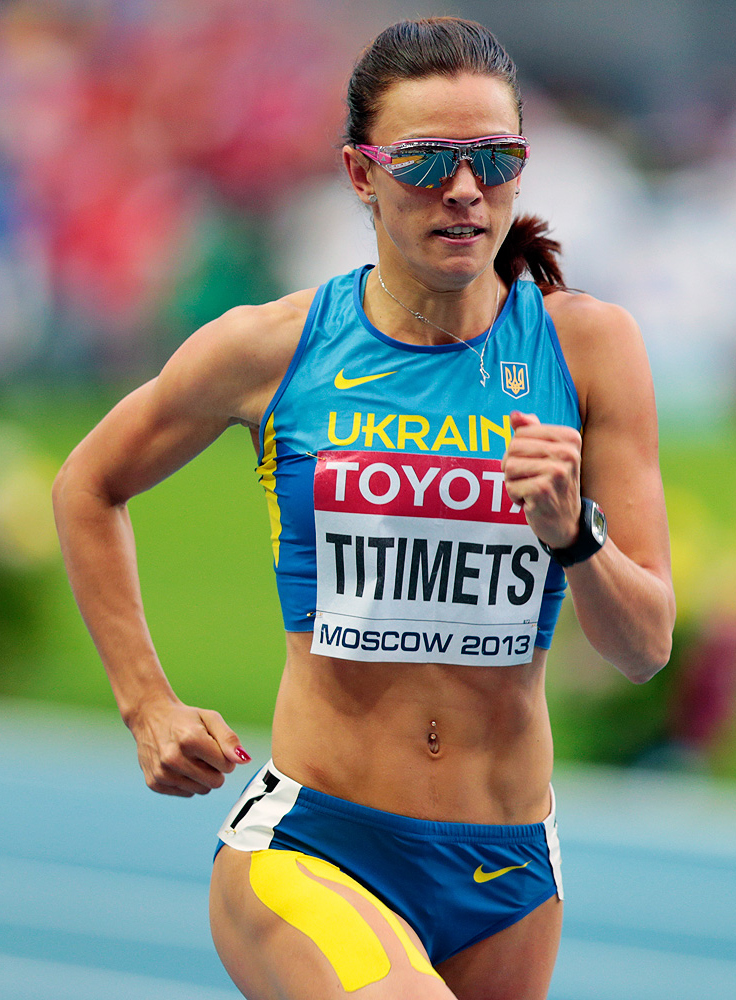
Vizeeuropameisterin Hanna Titimez
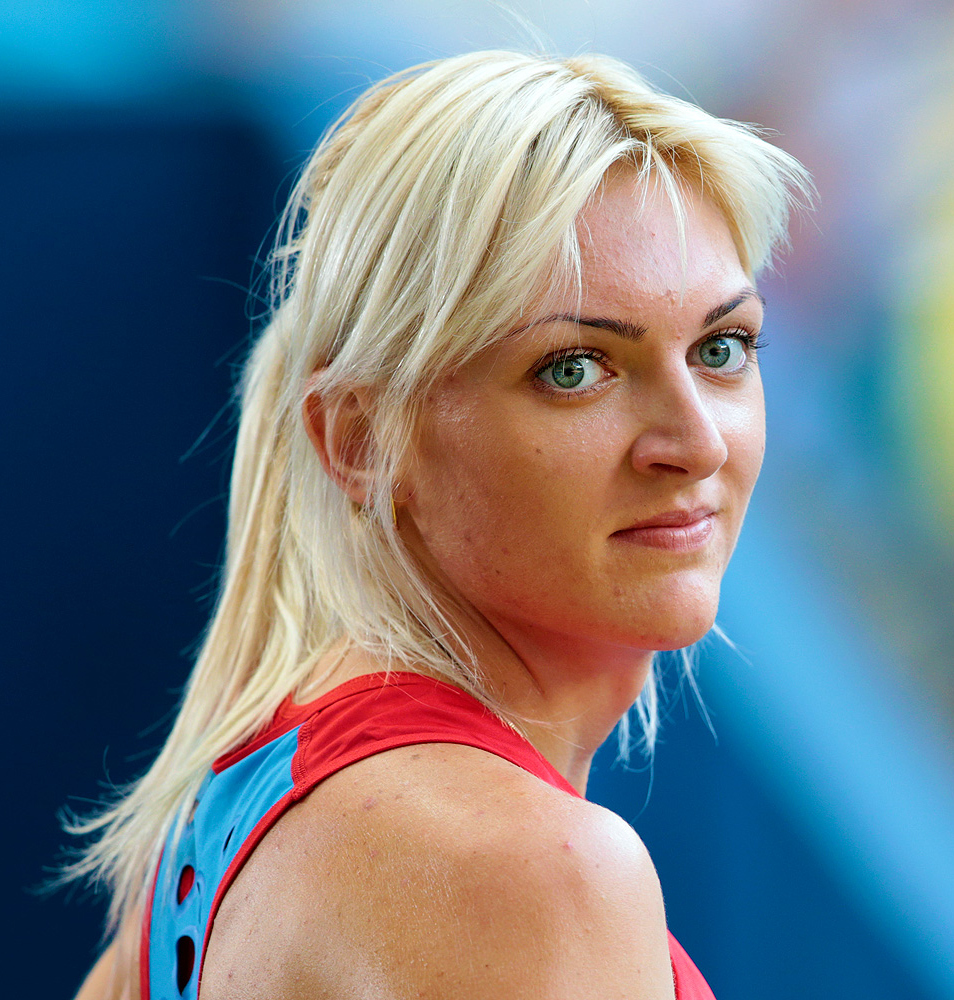
Rang drei für Titelverteidigerin Irina Dawydowa
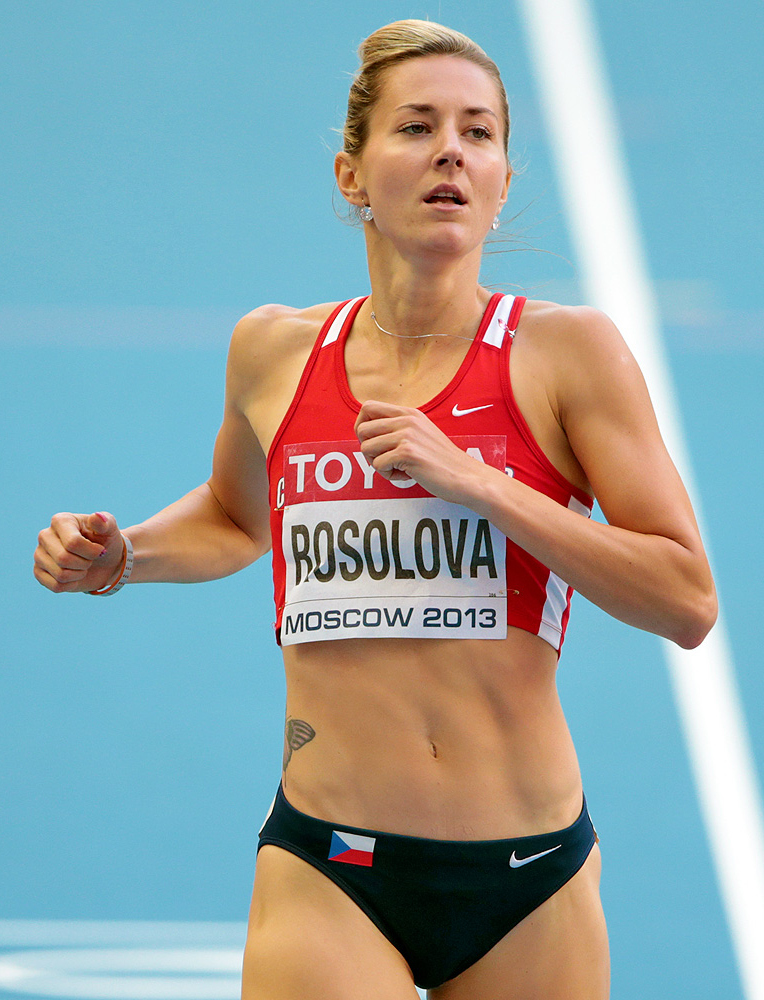
Die Vizeeuropameisterin von 2012 Denisa Rosolová erreichte eine Zehntelsekunde hinter dem Bronzerang den vierten Platz

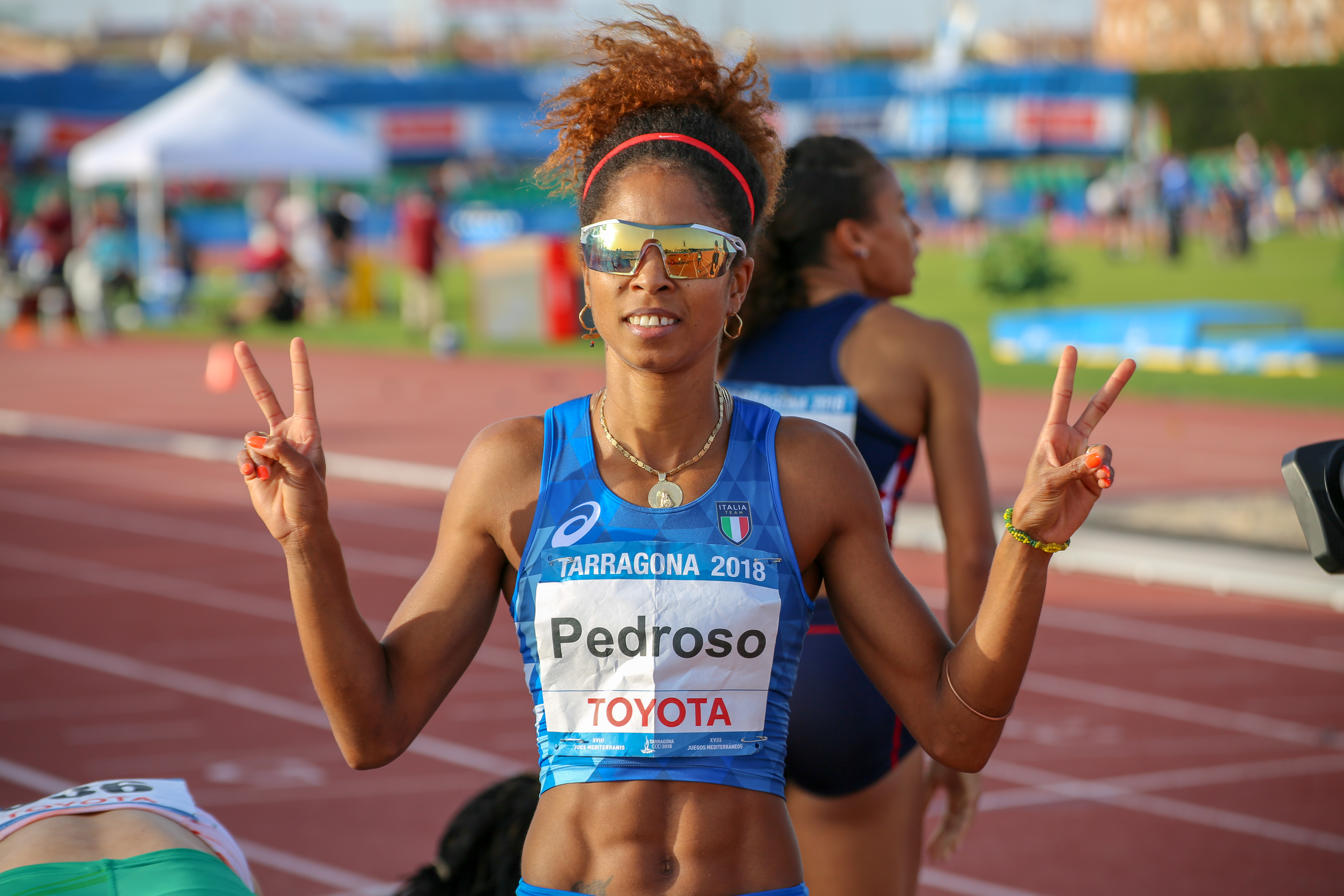
Yadisleidy Pedroso kam auf den fünften Platz
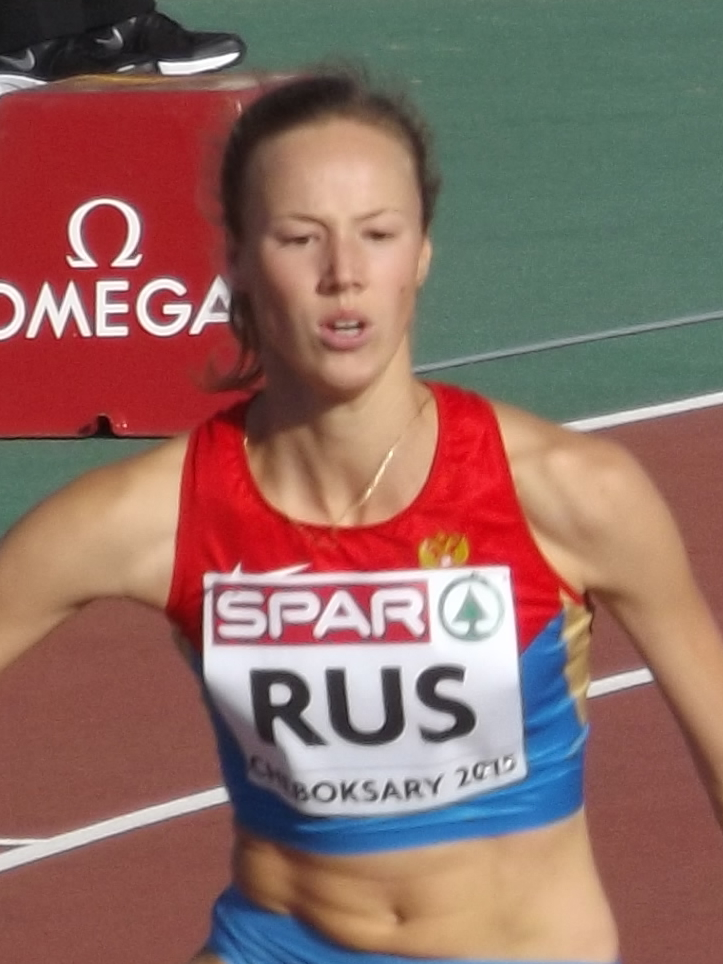
Wera Rudakowa erreichte Platz sechs
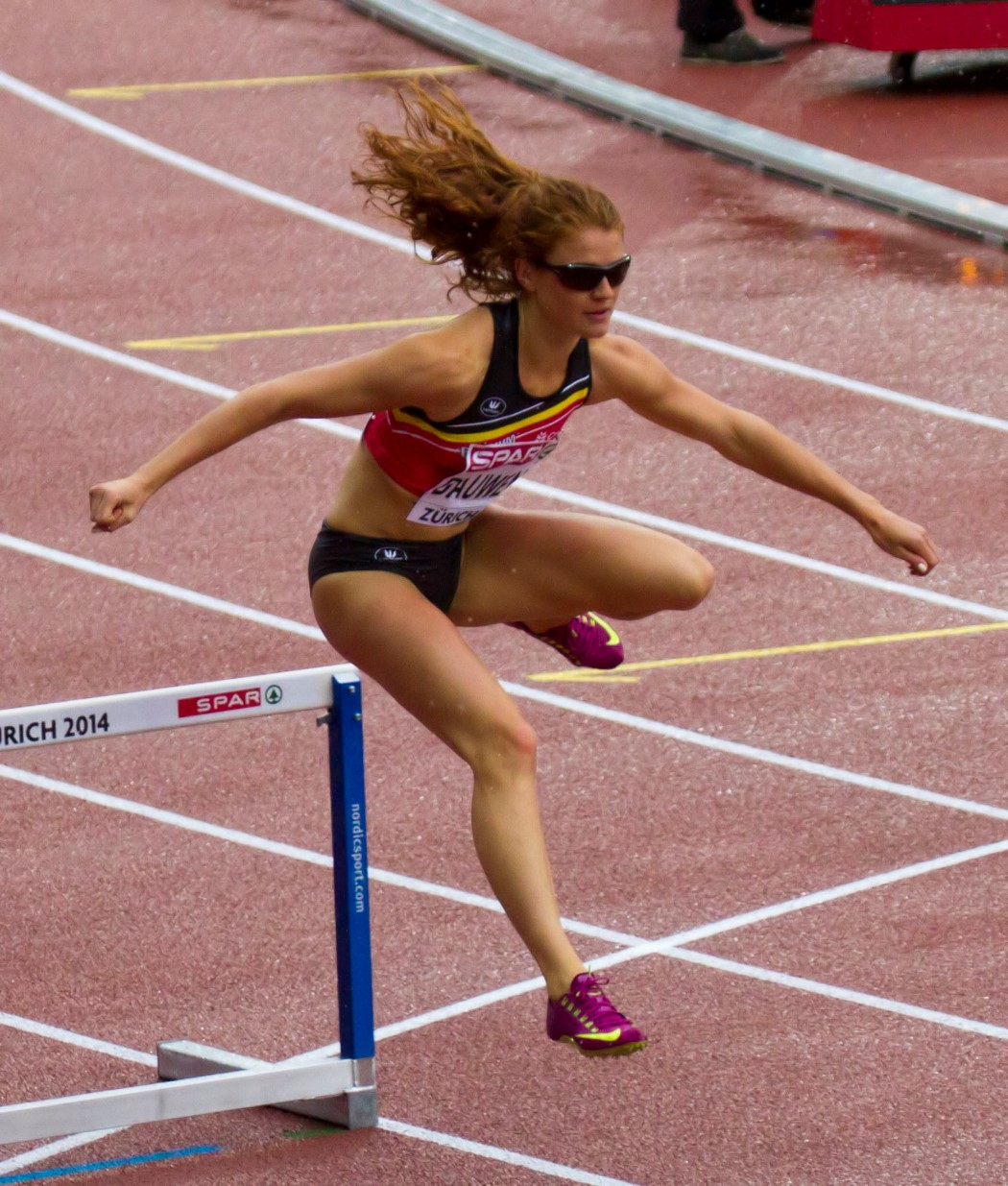
Axelle Dauwens belegte Rang sieben
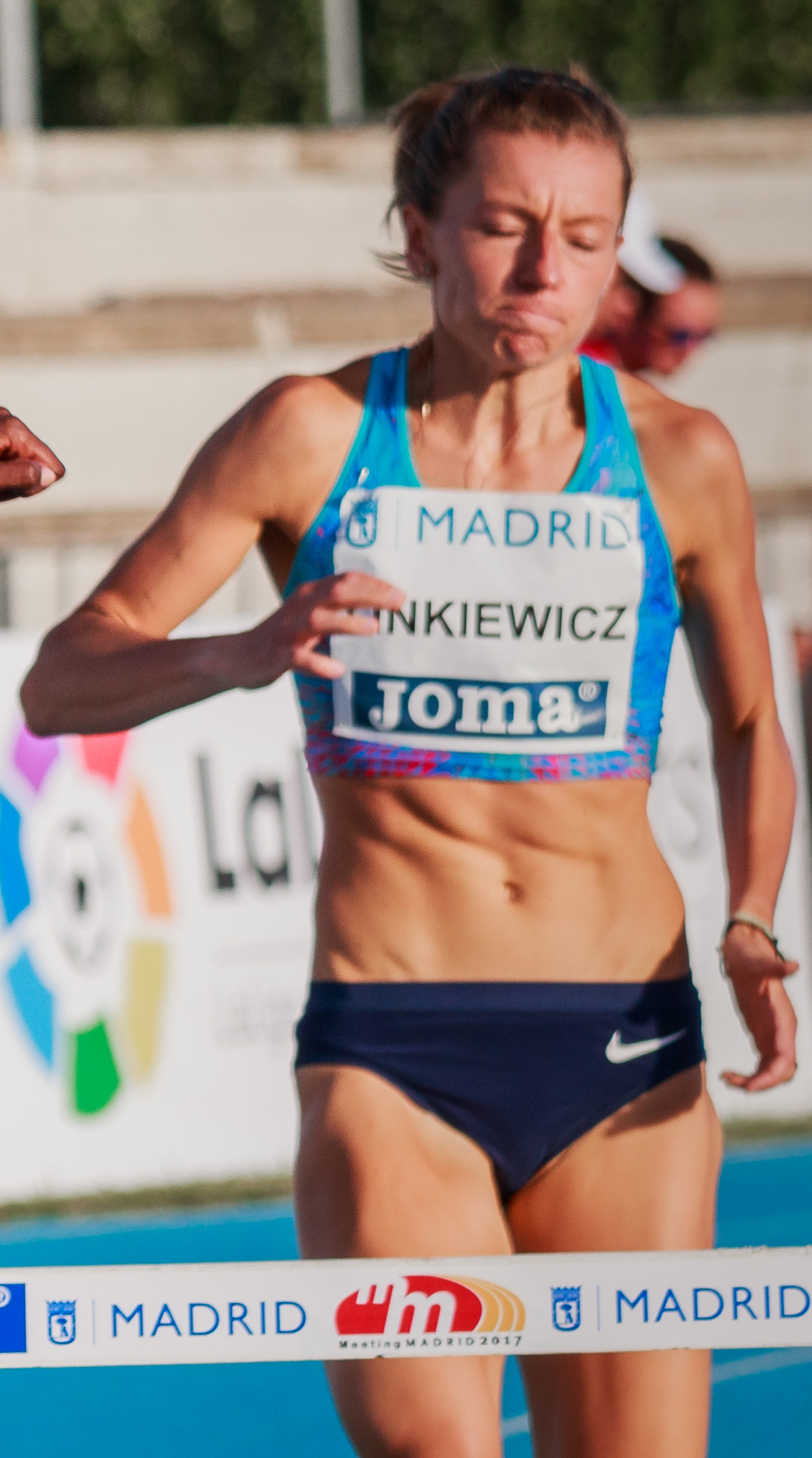
Joanna Linkiewicz wurde Achte

## Videolink
- Women's 400m Hurdles Final European Athletics Championships Zurich 2014, youtube.com, abgerufen am 14. März 2023